# Junonia orithya
Junonia orithya – gatunek motyla z rodziny rusałkowatych i podrodziny Nymphalinae. Zamieszkuje suche tereny otwarte w Afryce Subsaharyjskiej, na Madagaskarze, Półwyspie Arabskim, w orientalnej Azji i na północy krainy australijskiej. Gąsienice są polifagami żerującymi na roślinach z różnych rodzin.

## Taksonomia
Gatunek ten opisany został naukowo po raz pierwszy w 1758 roku przez Karola Linneusza na łamach dziesiątej edycji Systema Naturae pod nazwą Papilio orithya. Jako miejsce typowe wskazano południowe Chiny.
W obrębie tego gatunku wyróżnia się liczne podgatunki:

- Junonia orithya albicincta Butler, 1875
- Junonia orithya baweana Fruhstorfer, 1906
- Junonia orithya celebensis Staudinger, 1888
- Junonia orithya eutychia (Fruhstorfer, 1912)
- Junonia orithya hainanensis (Fruhstorfer, 1912)
- Junonia orithya here Lang, 1884
- Junonia orithya kontinentalis Martin, 1920
- Junonia orithya kuehni Fruhstorfer, 1904
- Junonia orithya leucasia (Fruhstorfer, 1912)
- Junonia orithya madagascariensis Guenée, 1865
- Junonia orithya marcella (Hulstaert, 1923)
- Junonia orithya metion Fruhstorfer, 1905
- Junonia orithya mevaria Fruhstorfer, 1904
- Junonia orithya minagara Fruhstorfer, 1904
- Junonia orithya minusculus Fruhstorfer, 1906
- Junonia orithya neopommerana Ribbe, 1898
- Junonia orithya novaeguineae Hagen, 1897
- Junonia orithya ocyale Hübner, 1819
- Junonia orithya orithya (Linnaeus, 1758)
- Junonia orithya orthosia (Godart, 1824)
- Junonia orithya palea (Fruhstorfer, 1912)
- Junonia orithya patenas (Fruhstorfer, 1912)
- Junonia orithya saleyra (Fruhstorfer, 1912)
- Junonia orithya sumatrana Fruhstorfer, 1906
- Junonia orithya swinhoei Butler, 1885
- Junonia orithya wallacei Distant, 1883

## Morfologia

### Owad dorosły

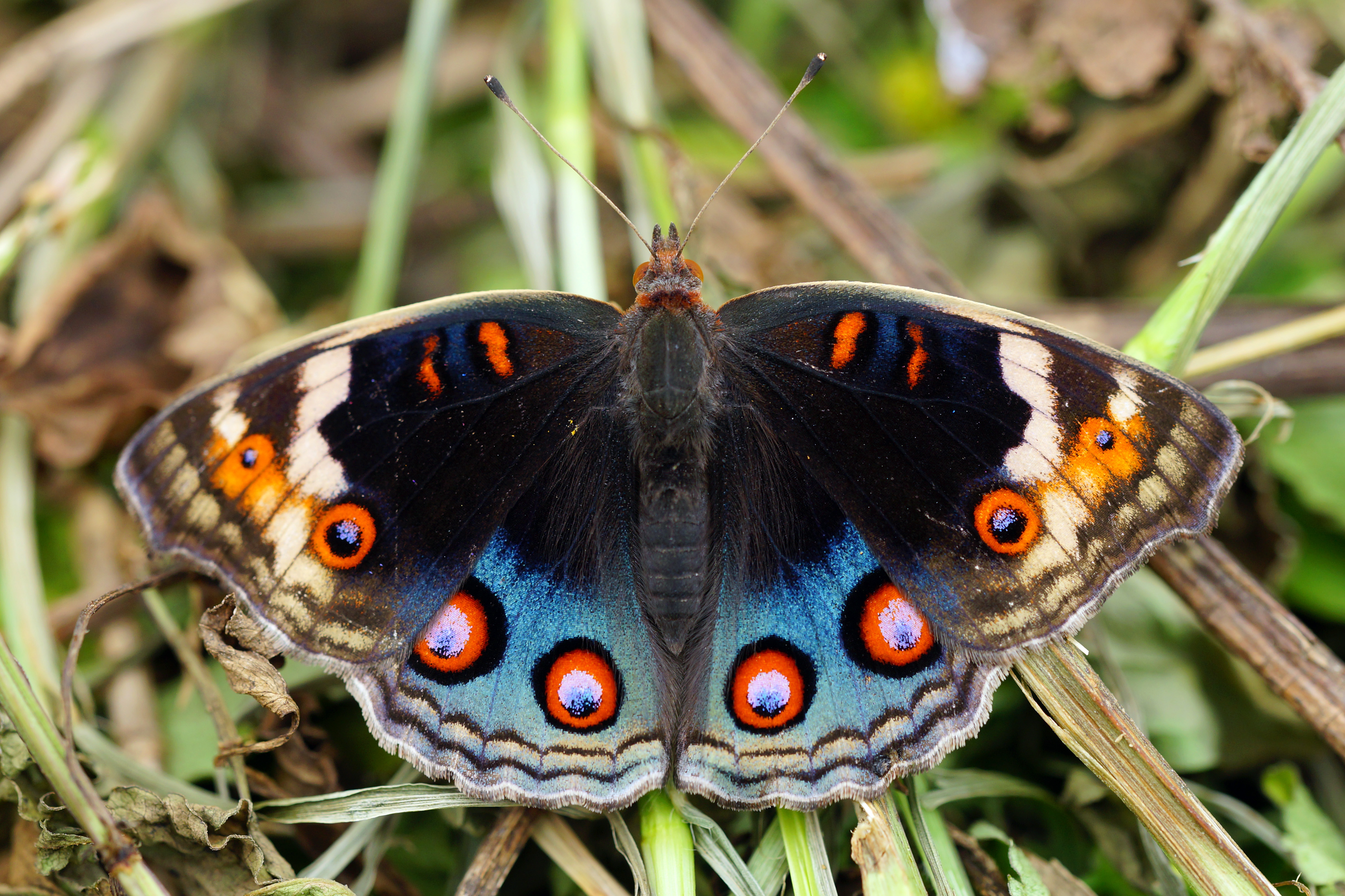
Samica, widok grzbietowy, forma z udziałem barwy niebieskiej

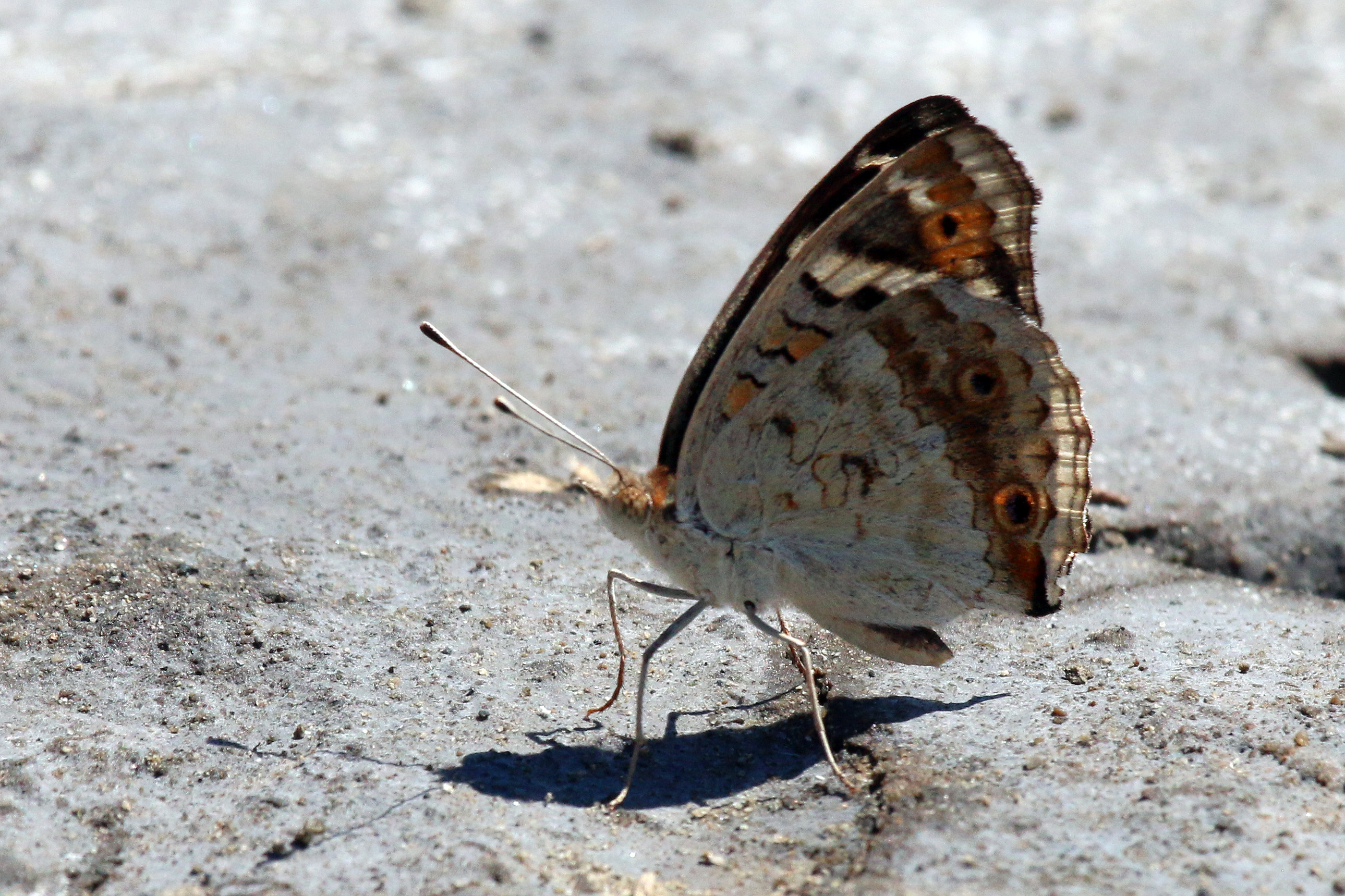
Samiec podgatunku J. o. minagara, widok od spodu

Motyl o rozpiętości skrzydeł od 40 do 60 mm; samice są przeciętnie większe od samców. Głowa jest rudobrązowa. Tułów i odwłok z wierzchu są brunatnoczarne, od spodu zaś matowo białe. Czułki z wierzchu są białe, zaś od spodu brunatne. Wierzch przedniego skrzydła samca ma przednią krawędź białą, a nasadową ponad połowę powierzchni brązową do jedwabiście czarnej, czasem z niebieską łatką lub dwiema pomarańczowymi pręgami poprzecznymi. Wierzchołkowa część skrzydła ma białe, ewentualnie miejscami niebieskie, tło ze wzorem z ciemnego przydymienia oraz z dwiema plamkami ocznymi o niebieskich źrenicach i, zwykle, pomarańczowożółtych obwódkach. Samica wyróżnia się brakiem elementów niebieskich na wierzchu przedniego skrzydła. Strzępina przedniego skrzydła ma naprzemienne elementy białe i ciemne. Na spodzie przedniego skrzydła typowo występują w nasadowej połowie trzy szerokie, faliste przepaski poprzeczne o ochrowopomarańczowej barwie i czarnym obrzeżeniach, a za nimi jasna przepaska dyskalna, od wewnątrz odgraniczona szeroką, czarną, kanciastą linią o przebiegu takim jak granica ciemnego obszaru na wierzchu skrzydła. U samca skrzydło tylne ma wierzch błękitny z jedwabiście czarną nasadą, dwoma zadyskowymi plamkami ocznymi o jasnych źrenicach, pomarańczowych tęczówkach i czarnych obwódkach. U samicy wierzch skrzydła tylnego jest głównie brązowy, w części wierzchołkowej jasny, rzadko z błękitnym nalotem; plamki oczne są podobne jak u samca, ale większe. U obu płci zewnętrzna krawędź tylnego skrzydła jest jasna z trzema równoległymi czarnymi liniami, a strzępina jest biała. Spód tylnego skrzydła jest oprószony przydymionymi łuskami. W jego wzorze obecne są typowo zygzakowate linie subbazalna i dyskalna o brązowej barwie, również brązowe linie subterminalna i terminalna oraz przyciemnienie postdyskalne, na którym umieszczone są dwie plamki oczne w tych samym miejscach co na wierzchu skrzydła.

### Stadia rozwojowe

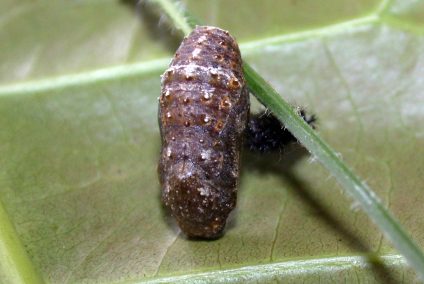
Poczwarka

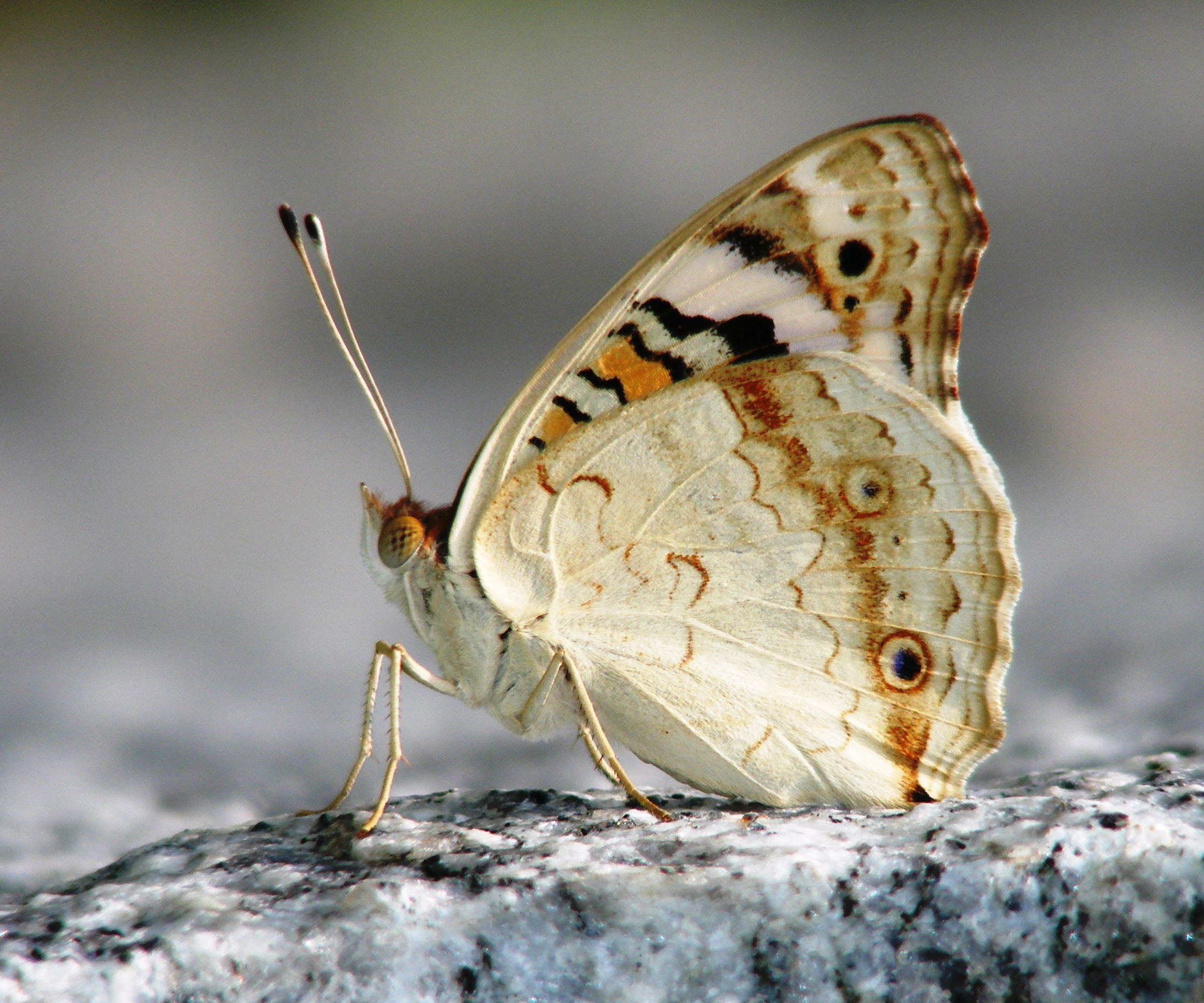
Widok od spodu, inna forma barwna

Jajo ma beczułkowaty kształt i zielone zabarwienie.
Gąsienica ma pomarańczową głowę z parą krótkich, czarnych kolców. Reszta jej ciała jest czarna z drobnym, żółtym lub pomarańczowym nakrapianiem oraz krótkimi kolcami o licznych odgałęzieniach.
Poczwarka ma kolor brązowy z szarawym nakrapianiem i żółtawobrązowymi pochewkami skrzydłowymi. Grzbietowa strona jej ciała zaopatrzona jest w drobne guzki o kształcie cierni.

## Biologia i ekologia
Owad ten występuje głównie na nizinach, na rzędnych poniżej 300 m n.p.m. Zasiedla głównie stanowiska otwarte i trawiaste, jak sawanny, łąki, pola uprawne, pobocza dróg, kamieniołomy oraz trawiaste polany i poręby. Owady dorosłe latają za dnia, zwykle na krótkie odległości. Loty przerywane są krótkimi okresami siedzenia na glebie lub liściach i wygrzewania się na słońcu z rozpostartymi skrzydłami. Pokarm postaci dorosłych stanowi nektar różnych roślin. Samce ponadto odwiedzają fermentujące owoce i odchody słoni.
Jaja składane są pojedynczo na spodniej stronie liści rośliny żywicielskiej. Gąsienice są polifagami żerującymi na roślinach z różnych rodzin. Wśród ich roślin pokarmowych wymienia się taksony: Acanthus, Angelonia salicariifolia, Antirrhinum (w tym Antirrhinum majus), Asystasia gangetica, Asystasia scandens, Barleria, Brunoniella, Buchnera linearis, Convolvulus, Hygrophila salicifolia, Hypoestes floribunda, Engelastrum, Ipomoea batatas, Justicia procumbens, Justicia micrantha, Lepidagathis prostrata, Lippia, Misopates, Plantago, Plectranthus, Pseuderanthemum variabile, Rostellularia adscendens, Scrophularia, Striga asatica i Thunbergia alata. Przepoczwarczenie następuje zwykle na suchych pędach. Poczwarka umocowana jest do podłoża kremastrem.

## Rozprzestrzenienie
Gatunek szeroko rozprzestrzeniony. W Afryce zamieszkuje suchsze rejony całej krainy etiopskiej (od Sahelu po Południową Afrykę) i Madagaskaru. Na Półwyspie Arabskim znany jest z m.in. z Arabii Saudyjskiej i Jemenu. W krainie orientalnej występuje od Indii, Sri Lanki, Bangladeszu i południowych Chin przez Mjanmę, Kambodżę, Laos, Wietnam, Tajlandię, Malezję, Singapur, Brunei, Filipiny i Indonezję po Timor Wschodni. W krainie australijskiej zamieszkuje Nową Gwineę, Nową Brytanię i północną część Australii, sięgając na południe do Brisbane.